# STMN4
STMN4 (англ. Stathmin 4) – білок, який кодується однойменним геном, розташованим у людей на 8-й хромосомі. Довжина поліпептидного ланцюга білка становить 189 амінокислот, а молекулярна маса — 22 071.
| 10         |  | 20         |  | 30         |  | 40         |  | 50         |
| ---------- |  | ---------- |  | ---------- |  | ---------- |  | ---------- |
| MTLAAYKEKM |  | KELPLVSLFC |  | SCFLADPLNK |  | SSYKYEADTV |  | DLNWCVISDM |
| EVIELNKCTS |  | GQSFEVILKP |  | PSFDGVPEFN |  | ASLPRRRDPS |  | LEEIQKKLEA |
| AEERRKYQEA |  | ELLKHLAEKR |  | EHEREVIQKA |  | IEENNNFIKM |  | AKEKLAQKME |
| SNKENREAHL |  | AAMLERLQEK |  | DKHAEEVRKN |  | KELKEEASR  |  |            |

A: Аланін

C: Цистеїн

D: Аспарагінова кислота

E: Глутамінова кислота

F: Фенілаланін

G: Гліцин

H: Гістидин

I: Ізолейцин

K: Лізин

L: Лейцин

M: Метіонін

N: Аспарагін

P: Пролін

Q: Глутамін

R: Аргінін

S: Серин

T: Треонін

V: Валін

W: Триптофан

Кодований геном білок за функціями належить до фосфопротеїнів, ліпопротеїнів. 
Задіяний у такому біологічному процесі, як альтернативний сплайсинг. 
Локалізований у клітинних відростках, апараті гольджі.